# Amblystegium rivicola
Amblystegium rivicola là một loài Rêu trong họ Amblystegiaceae. Loài này được (Mitt.) A. Jaeger mô tả khoa học đầu tiên năm 1880.